# Awaous bustamantei
Awaous bustamantei is een straalvinnige vissensoort uit de familie van de grondels (Gobiidae). De wetenschappelijke naam van de soort is voor het eerst geldig gepubliceerd in 1882 door Greeff. De soort moet niet verward worden met Sicydium bustamantei.
A. bustamantei wordt zonder staartvin 19,3 centimeter lang, maar met staartvin meegerekend 24,2 centimeter. Mogelijk kan de vis met staartvin meegerekend zelfs 26,4 centimeter lang worden. Deze grondel komt alleen voor in de Golf van Guinee in West-Afrika en is daar te vinden in het zoete water van de eilanden Bioko, Sao Tomé, Principe en Annobón.